# Laura Terracina
Laura Terracina (Napoli, 1519 – 1577) è stata una poetessa italiana.

## Biografia
Proveniva da una nobile famiglia napoletana che abitava nel quartiere di Chiaia.. Era figlia di Diana Anfora di Sorrento e di Paolo Terracina, facoltoso borghese che durante il regno di Ferdinando il Cattolico riuscì ad incrementare proprietà e titoli nobiliari..
Fu membro dell'Accademia degli Incogniti napoletana (da non confondersi con l'omonima accademia veneziana del secolo successivo) con lo pseudonimo di Febea. Ammirata da Luigi Tansillo e Vittoria Colonna, pubblicò la sua prima raccolta poetica nel 1548. Nel 1549 terminò il Discorso sopra tutti li primi canti di Orlando Furioso pubblicato per la prima volta a Venezia, opera poetica formata da quarantasei composizioni in ciascuna delle quali gli ultimi versi erano tratti dalle ottave dei canti dell'opera di Ariosto..
Fu a Roma fra il 1570 e il 1572 dove compose la raccolta di sonetti indirizzata ai cardinali riuniti per il conclave da cui uscì eletto papa Gregorio XIII. Rimase inedita la sua ultima raccolta di versi, dedicata al cardinale Ferrante de' Medici, presente nel codice CCXXIX della Biblioteca Nazionale Centrale di Firenze.

## Opere[7][8]
- Rime, Venezia, Giolito, 1548. (ed. 1560)
- Rime seconde, Venezia, 1549.
- Discorso sopra il Principio di tutti i canti d'Orlando furioso, Venezia, Giolito, 1549.(ed. 1568)
- Quarte rime, Venezia, Valvassori, 1550. (ed. 1560)
- Rime quinte, Venezia, Valvassori, 1552. (ed. 1560)
- Seste rime, Lucca, Busdrago, 1558.
- Sovra tutte le donne vedove di questa città di Napoli, Napoli, Cancer, 1561.
- La seconda parte de' Discorsi sopra le seconde stanze de' Canti d'Orlando Furioso, Venezia, Valvassori, 1567.